# Seeshaupt
Seeshaupt är en kommun och ort i Landkreis Weilheim-Schongau i Regierungsbezirk Oberbayern i förbundslandet Bayern i Tyskland. Kommunen har cirka 3 300 invånare.
Kommunen ingår i kommunalförbundet Seeshaupt tillsammans med kommunen Iffeldorf.

### Webbkällor
- ”Seeshaupt Online” (på tyska). Gemeinde Seeshaupt. Arkiverad från originalet den 18 december 2012. https://www.webcitation.org/6D0NXNdHC?url=http://www.seeshaupt.de/. Läst 18 december 2012.